# 사랑의 시튼 수녀회
사랑의 씨튼 수녀회(영어: Sisters of Charity of Seton Hill)는 로마 가톨릭교회의 사도적 여성 공동체로서 미국에서 설립된 최초의 기독교 방인 수녀회이다. 140년에 걸쳐 사랑의 씨튼 수녀회는 서부 펜실베니아 지역에서 매우 중요한 역할을 수행해왔다. 사랑의 씨튼 수녀회의 주요 사명은 본당 사목과 유치원 교육부터 장애자들을 위한 특수교육과 일반 대학교육에 이르는 폭넓은 교육사업, 의료 및 사회봉사활동이다.
사랑의 씨튼 수녀회의 기원은 1809년 성녀 엘리사벳 앤 씨튼이 설립한 미국 최초의 가톨릭 여성종교공동체로 거슬러 올라간다. 1870년 알로이시아 로우 수녀와 세 명의 동료 수녀는 신시네티에서 서부 펜실베니아로 파견되었으며, 그곳에서 그녀들은 1882년 그린스버그 씨튼힐에 학교를 세우고 학교에서 일할 직원들을 뽑고 일을 시작하였다. 또한 수녀들은 남녀 청소년들을 위한 학교도 설립하였으며, 오늘날에는 씨튼힐 종합대학교로까지 발전하였다.
대한민국에는 1960년 당시 광주대교구장이었던 해럴드 헨리 대주교의 초청으로 진출하여, 전라남도 강진군에서 성 요셉 여자 중고등학교 교육을 시작으로 성장하기 시작하였다. 현재는 여러 교구에서의 본당 사목, 교포 사목, 특수학교 교육, 사회복지 분야, 영성 및 피정 지도 등 다양한 활동을 전개하고 있다.